# Højresvingsulykke
Med udtrykket højresvingsulykke mener man oftest den type ulykker, hvor et motorkøretøj under højresving rammer en fodgænger eller en cyklist. 
Ved sammenstødet mellem cyklist/fodgænger og en personbil er der tale om en påkørsel, mens mødet mellem cyklist/fodgænger og en lastbil i en højresvingsulykke oftest har karakter af en hel eller delvis overkørsel. Der er i forbindelse med sidstnævnte oftest tale om en meget høj dødelighed. Undersøgelser viser, at 80% dræbes på stedet eller i umiddelbar tilslutning hertil, og at dette er forårsaget af de omfattende knusningslæsioner – oftest på flere kropsregioner. Potentialet for at redde menneskeliv ved at optimere behandlingsmulighederne er derfor beskedent, ligesom brug af cykelhjelm sjældent kan forhindre disse typer ulykkers dødelige udgang..
Især efter årtusindskiftet har der i medierne og blandt politikerne været meget fokus på højresvingsulykker, hvor lastbiler har ramt cyklister, hvilket har ført til, at dansk indregistrerede lastbiler i dag (efter 2005) skal være udstyret med mindst tre spejle, der – hvis de er korrekt indstillet – skal kunne eliminere alle blinde vinkler på højre side af køretøjet, hvor de bløde trafikanter som regel færdes.
Desværre har statistikken vist, at det senest tilkomne spejl ikke har ændret antallet af dræbte i højresvingsulykker. Det er dog svært at vurdere effekten af spejlet, idet der dels er chauffører, der ikke når at orientere sig i somme tider fire spejle, dels er mange, der kører med forkert indstillede spejle, dels er mange cyklister, der føler sig sikre efter omtalen i medierne og fejlagtigt tror, at chaufføren kan se cyklisten uanset forholdene.
Et teoretisk fornuftigt, men urealistisk forslag til nedbringelse af dødstallet har været, at alle cyklister skulle have kørekort med teoriundervisning, hvor man lærer om at gøre sig synlig i trafikken.
Et andet forslag har gået på, at cyklister skulle køre i venstre side af vejen for at have front mod bilerne. Det er uvist, hvor mange tilsvarende venstresvingsulykker dette ville give.
I praksis har man foreløbig ladet det være op til bilisterne at rette op på problemet, blandt andet ved hjælp af omtalte spejl eller tilsvarende kamera samt ændring af bødetakster.